# Isocletopsyllus sardus
Isocletopsyllus sardus is een eenoogkreeftjessoort uit de familie van de Cletopsyllidae. De wetenschappelijke naam van de soort is voor het eerst geldig gepubliceerd in 2011 door Addis, Floris & Carcupino.